# Ваљ Семеренко
Валентина Олександривна Семеренко (укр. Валентина Олександрівна Семеренко; Краснопоље, Сумска област, 18. јануар 1986) је украјинска биатлонка, олимпијска победница.
Два пута је учествовала на Олимпијским играма 2010. и 2014. На Олимпијским играма 2014. године у Сочију освојила је златo у штафети. То је друга златна медаља за Украјину на ЗОИ и прва после двадесет година и злата клизачице Оксане Бајул.
На Светским првенствима освојила је три медаља, две сребрне и једну бронзану. Најбољи пласман у Светском купу јој је осмо место.
Њена сестра близнакиња Вита Семеренко је такође биатлонка и олимпијска победница.